# 福田敬太郎
福田 敬太郎（ふくだ けいたろう、1896年9月24日 - 1980年1月15日）は、日本の商学者・経済学者。学位は、商学博士。神戸大学名誉教授。第3代神戸大学学長（在任：1959年12月16日 - 1963年12月15日）。名古屋学院大学初代学長。独自の観点で商学を体系化した「福田商学」で知られる。弟子は荒川祐吉。

## 略歴
1896年、大阪府大阪市東区で生まれた。大阪府立茨木中学校（現大阪府立茨木高等学校）、神戸高等商業学校（のちの神戸大学、1918年卒）、東京高等商業学校（のちの旧制東京商科大学、現一橋大学）専攻部に進学し、1920年に卒業。同期に平井泰太郎神戸大学名誉教授がいる。
神戸高等商業学校では田崎慎治ゼミナールに所属し、卒業論文のテーマは「海上保険における再保険の研究」であった。東京高等商業学校では福田徳三の指導を受け、卒業論文のテーマは「Sir William PettyからDavid Ricardに至る英国貨幣学説」であった。
1920年母校の神戸高等商業学校講師に着任し、1922年に同教授。経済通論の外書購読、商業学、取引所論を講じた。1924年から1928年まで、アメリカのハーバード大学とケルン大学に留学し、ハーバード大学に「穀物取引における現物取引と先物取引に関する研究」を提出してMBAを取得（指導教授はMelvin Thomas Copeland教授、この論文は後に改良され、1929年に処女作『取引所職能論』として刊行された）。
1929年、神戸商業大学助教授。1949年の新制神戸大学設立の際には、商学部の設立を主張し、経営学部設立を主張する同僚の平井泰太郎教授と論争を行い、同年初代経営学部長に就任。神戸大学学長（1959年 - 1962年）を経て、名古屋学院大学初代学長に就任した。1966年勲二等旭日重光章受章。1980年叙正三位、銀杯一組。
日本商業学会の結成に参画し、1951年の結成後に常任理事に、1957年に副会長に、1965年から亡くなるまで会長の職に就いた。また、キリスト教者であり、1929年から日本キリスト改革派神港教会の長老を50年にわたり務めた。
"market distribution"および"marketing"の訳語として、「市場配給」という言葉をあてた。

## 福田商学
福田は、『商学総論』（1955年）において、商学研究の体系化を行った。『商学総論』の中から『商業総論』（1965年）と『商学原理』（1966年）という姉妹書に分割した。『商学総論』のうち、「商の意義」「商業の概念」「商業の発展傾向」「商学の任務」を抽出して『商学原理』（1966年）を刊行した。『商業総論』は、現代の市場経済社会の実相に必要な基礎知識や、商業現象の全般を客観的に論述している。

## 専攻
- 商学体系
- 市場論
- 取引企業説
- 商倫理

## 著書

### 単著
- 『取引所職能論』（宝文館、1929年）
- 『市場論』（商学全集;第12巻）千倉書房、1930年
- 『商業概論』（商学全集;第39巻）千倉書房、1931年
- 『市場政策原理』春陽堂、1932年
- 『市場研究 第1巻』室文館、1934年
- 『證券取引所論』（現代金融経済全集;第24巻）改造社、1936年
- 『市場配給論』千倉書房、1937年
- 『配給論』同文舘出版、1948年
- 『證券取引論』ダイヤモンド社、1949年
- 『市場論』（現代商学全集;第3巻）春秋社。
- 『商学入門』（入門経済学叢書）広文社、1951年
- 『商学総論』千倉書房、1955年
- 『市場論〔新版〕』（現代商学全集;第3巻）春秋社、1957年
- 『商業総論』千倉書房、1965年
- 『商学原理』千倉書房、1966年
- 『証券資本主義』（証券学体系;1）千倉書房、1971年
- 『証券取引所』（証券学体系;7）千倉書房、1972年
- 『証券投機』（証券学体系;8）千倉書房、1972年
- 『証券金融』（証券学体系;9）千倉書房、1973年
- 『証券分析』（証券学体系;5）千倉書房、1973年

### その他
- 佐野善作・福田敬太郎・杉野喜精序、加藤福太郎編輯著述（1936）『取引所史料：元老院会議筆記抄』財政経済学会。
- 荒木光太郎編（1938）『インフレーション』日本評論社。
- 福田敬太郎・本田実共著（1940）『生鮮食料品配給統制』千倉書房。
- 日本商業学会編（1940）『小売商業の形態と経営』春秋社。
- 福田敬太郎編（1953）『現代会計学の課題』森山書店。
- 福田敬太郎編（1953）『現代経営学の課題』森山書店。
- 日本商業学会編（1955）『小売商業と近代社会』誠文堂新光社。
- 日本商業学会編（1956）『証券市場と商品市場』（現代商業論;第4集）誠文堂新光社。
- 向井鹿松・福田敬太郎編（1958）『体系商業学』千倉書房。
- 福田敬太郎編（1961）『商学概論』（普及版）青林書院。